# FK Большой Медведицы
FK Большой Медведицы (лат. FK Ursae Majoris) — двойная звезда в созвездии Большой Медведицы на расстоянии приблизительно 372 световых лет (около 114 парсеков) от Солнца. Видимая звёздная величина звезды — от +9,33m до +9,29m.

## Характеристики
Первый компонент — жёлтая эруптивная переменная звезда типа RS Гончих Псов (RS) спектрального класса G0. Эффективная температура — около 5690 К.